# Heinrich von Rodenberg
Heinrich von Rodenberg (* im 13. oder 14. Jahrhundert; † 18. Mai 1381) war von 1358 bis 1381 der 13. Abt des Klosters Liesborn.

## Leben
Heinrich von Rodenberg entstammte der adeligen Familie von Rodenberg, vermutlich aus dem in Hovestadt als Burgmannen ansässigen Zweig der Adelsfamilie. Als Eltern werden Goswin von Rodenberg und dessen Frau Gedeke Wulf vermutet, demnach wäre Johann von Rodenberg der Bruder Heinrichs.
Heinrich von Rodenberg wurde 1358 einstimmig zum Abt gewählt und vom Münsteraner Bischof konsekriert. In seiner Amtszeit mehrte er das Klostergut, ließ zum Schutz vor Bränden die strohgedeckten Dächer des Klosters durch Schieferdächer ersetzen und gab einen neuen silbernen Abtstab in Auftrag. Des Weiteren tätigte er im Namen des Klosters Geschäfte, unter anderem mit seinen Verwandten. So kaufte er von seinem Vater Renten aus dem Hof zu Heddinghausen für das Kloster Liesborn. Er starb am 18. Mai 1381.